# Championnats du monde de descente de canoë-kayak 1989
Navigation
Championnats du monde de descente 1987 Championnats du monde de descente 1991
Les 16e championnats du monde de descente en canoë-kayak de 1989 se sont tenus à Savage River aux États-Unis, sous l'égide de la Fédération internationale de canoë.

## Podiums

### K1
| Rang               | Athlète               | Pays        | Temps |
| ------------------ | --------------------- | ----------- | ----- |
| Médaille d'or      | Marco Previde-Massara | Italie      |       |
| Médaille d'argent  | Neil Stamps           | Royaume-Uni |       |
| Médaille de bronze | Antoine Goetschy      | France      |       |

| Rang               | Athlète                                      | Pays                 | Temps |
| ------------------ | -------------------------------------------- | -------------------- | ----- |
| Médaille d'or      | Antoine Goetschy Joël Doux Claude Bénézit    | France               |       |
| Médaille d'argent  | Markus Dobesch Rolf Kilian Dirk Druschke     | Allemagne de l'Ouest |       |
| Médaille de bronze | Markus Keller Stefan Greier Roland Juillerat | Suisse               |       |

| Rang               | Athlète          | Pays     | Temps |
| ------------------ | ---------------- | -------- | ----- |
| Médaille d'or      | Sabine Kleinhenz | France   |       |
| Médaille d'argent  | Ursula Profanter | Autriche |       |
| Médaille de bronze | Aurore Bringard  | France   |       |

| Rang               | Athlète                                          | Pays                 | Temps |
| ------------------ | ------------------------------------------------ | -------------------- | ----- |
| Médaille d'or      | Sabine Kleinhenz Laurence Castet Aurore Bringard | France               |       |
| Médaille d'argent  | Petra Bauch Karin Wahl Brigitte Gödecke          | Allemagne de l'Ouest |       |
| Médaille de bronze | Elisabeth Zingerle Romina Panata Doriana Pasetto | Italie               |       |

### C1
| Rang               | Athlète       | Pays            | Temps |
| ------------------ | ------------- | --------------- | ----- |
| Médaille d'or      | Andrej Jelenc | Yougoslavie     |       |
| Médaille d'argent  | Vladimir Vala | Tchécoslovaquie |       |
| Médaille de bronze | Steve Wells   | Royaume-Uni     |       |

| Rang               | Athlète                                          | Pays                 | Temps |
| ------------------ | ------------------------------------------------ | -------------------- | ----- |
| Médaille d'or      | Jean-Luc Bataille Pascal Halko Karim Benamrouche | France               |       |
| Médaille d'argent  | Ernst Libuda Raymond Klatt Frank Steinhauser     | Allemagne de l'Ouest |       |
| Médaille de bronze | Andrej Jelenc Srecko Masle Josko Kancler         | Yougoslavie          |       |

### C2
| Rang               | Athlète                              | Pays        | Temps |
| ------------------ | ------------------------------------ | ----------- | ----- |
| Médaille d'or      | Andrej Grobisa Srecko Masle          | Yougoslavie |       |
| Médaille d'argent  | Bruno Puyfoulhoux Claude Alaphilippe | France      |       |
| Médaille de bronze | Thierry Carlin Eric Archambault      | France      |       |

| Rang               | Athlète                                                             | Pays                 | Temps |
| ------------------ | ------------------------------------------------------------------- | -------------------- | ----- |
| Médaille d'or      | Bauch / Bauch Dajel / Knittel Eich / Simon                          | Allemagne de l'Ouest |       |
| Médaille d'argent  | Rigaud / Chambeaudie Puyfoulhoux / Alaphilippe Carlin / Archambault | France               |       |
| Médaille de bronze | Pardeller / Plaikner Ottanelli / Toccafondi Baldi / Bianconi        | Italie               |       |

## Tableau des médailles
| Rang  | Nation               | Or | Argent | Bronze | Total |
| ----- | -------------------- | -- | ------ | ------ | ----- |
| 1     | France               | 4  | 2      | 3      | 9     |
| 2     | Yougoslavie          | 2  | 0      | 1      | 3     |
| 3     | Allemagne de l'Ouest | 1  | 3      | 0      | 4     |
| 4     | Italie               | 1  | 0      | 2      | 3     |
| 5     | Royaume-Uni          | 0  | 1      | 1      | 2     |
| 6     | Autriche             | 0  | 1      | 0      | 1     |
| 6     | Tchécoslovaquie      | 0  | 1      | 0      | 1     |
| 8     | Suisse               | 0  | 0      | 1      | 1     |
| Total | Total                | 8  | 8      | 8      | 24    |